# Spiesia pumila
Spiesia pumila là một loài thực vật có hoa trong họ Đậu. Loài này được (Fisch. ex DC.) Kuntze miêu tả khoa học đầu tiên năm 1891.